# 坎德拉里亞 (米西奧內斯省)

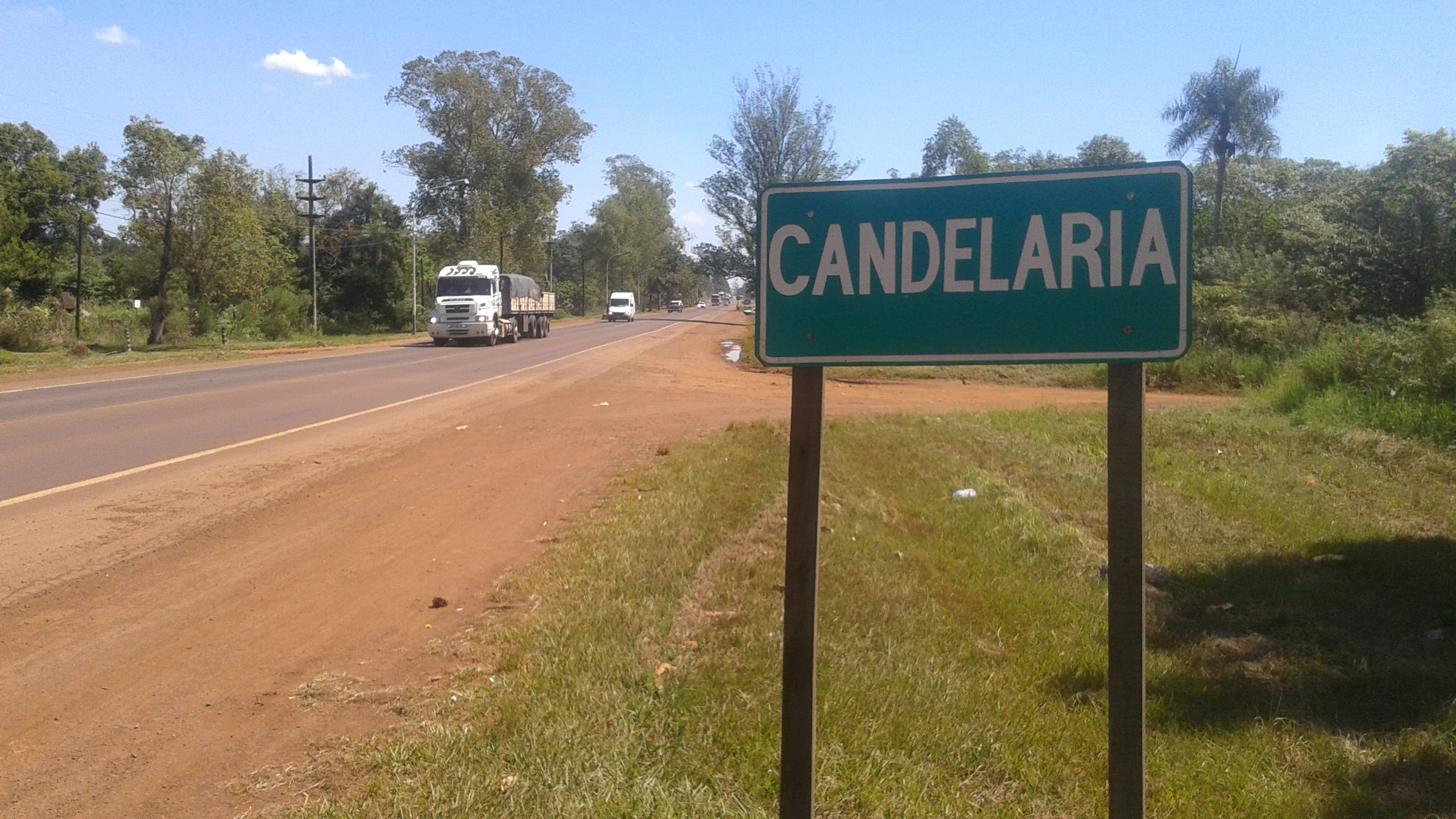
坎德拉里亞

坎德拉里亞（西班牙語：Candelaria），是阿根廷的城鎮，位於該國東北部米西奧內斯省，是坎德拉里亞縣的首府，面積119平方公里，海拔高度122米，2001年人口10,674，人口密度每平方公里92.8人。 
27°27′S 55°44′W / 27.450°S 55.733°W